# Pirx in de kosmos
Pirx in de kosmos (Pools: Opowieści o pilocie Pirxie) is een verhalenbundel met sciencefictionverhalen uit 1968 van de Poolse schrijver Stanisław Lem.

## Verhalen
Dit is het eerste deel van de verhalenbundel over de avonturen van de ruimtepiloot Pirx.
Pirx in de kosmos bevat de volgende verhalen: 
1. De test
2. De patrouille
3. De Albatros
4. De voorwaardelijke reflex
5. De jacht